# Sun Studio

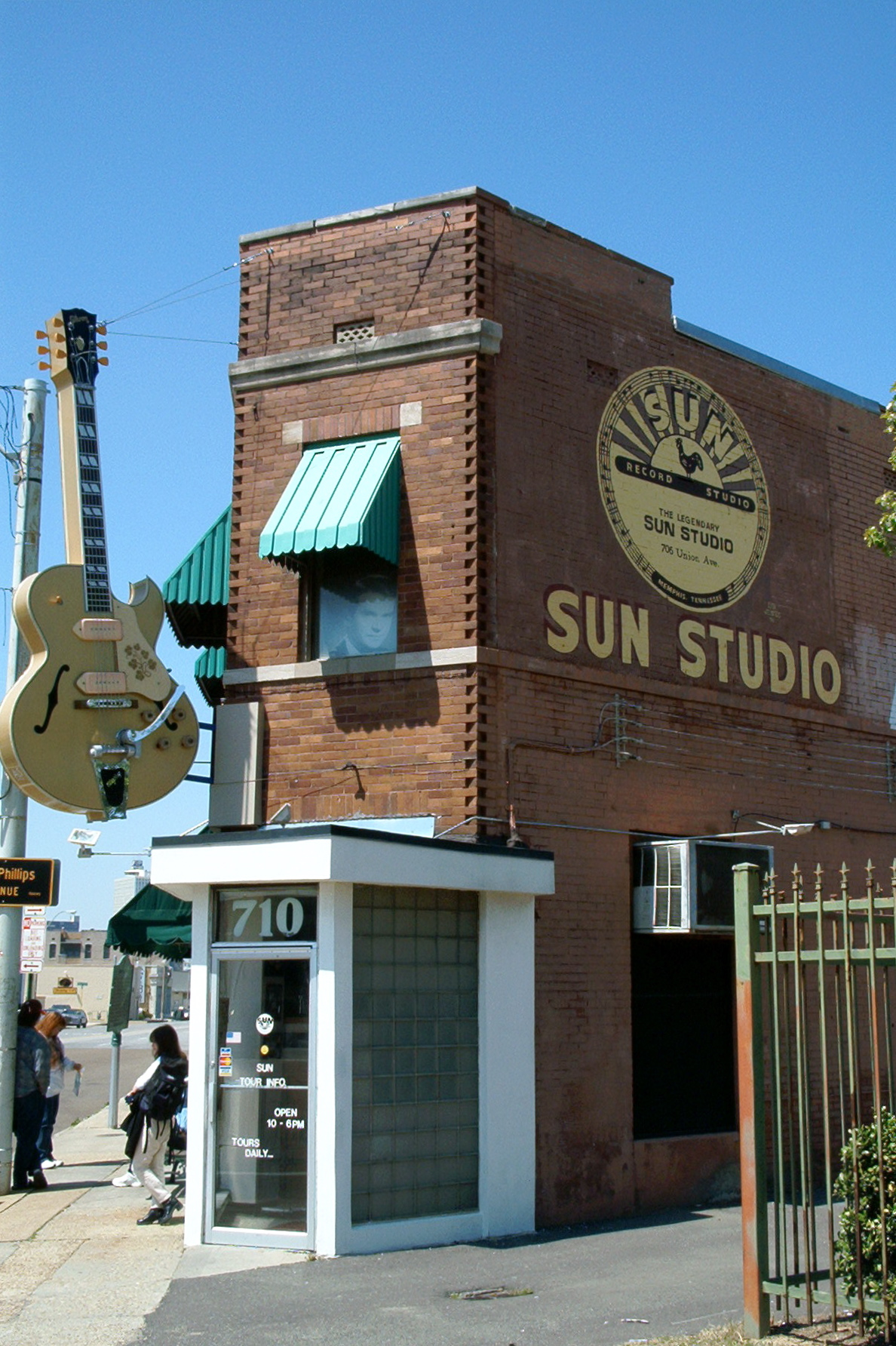
Il Sun Studio, 706 Union Avenue, Memphis, Tennessee

Il Sun Studio è uno storico studio di registrazione aperto dal produttore Sam Phillips al 706 della Union Avenue di Memphis, in Tennessee.

## Storia
Inaugurato il 3 gennaio 1950, fu originariamente denominato Memphis Recording Service e venne dislocato nel medesimo stabile in cui aveva sede l'etichetta discografica Sun Records. Grandi artisti della storia del blues e del R&B come Howlin' Wolf, Junior Parker, Little Milton, B.B. King, James Cotton, Rufus Thomas, e Rosco Gordon vi effettuarono delle registrazioni nei primi anni cinquanta.
Man mano che gli anni cinquanta volgevano al termine, il Sun Studio divenne una sorta di simbolo per numerosi artisti rock and roll, country e rockabilly; molti di loro, come Johnny Cash, Elvis Presley, Carl Perkins, Roy Orbison, Charlie Feathers, Ray Harris, Warren Smith, Charlie Rich e Jerry Lee Lewis erano sotto contratto con l'etichetta Sun Records e proprio qui incisero molti loro lavori divenuti pietre miliari, fin quando il Sun Studio non si trasferì dalla sua storica sede nello stabile di Union Avenue: nel 1959, infatti, Sam Phillips inaugurò il più ampio Sam C. Phillips Recording Studio (più noto come Phillips Recording) destinato a prenderne il posto.
Lo studio arrestò le sue attività nel 1969, quando Sam Phillips cedette l'etichetta a Shelby Singleton: nel complesso non ebbe più luogo alcuna attività di tipo discografico fino alla storica session di registrazione, nota come Class of '55 e tenutasi nel settembre 1985 sotto la produzione di Chips Moman, che vide all'opera artisti ormai leggendari come Carl Perkins, Roy Orbison, Jerry Lee Lewis e Johnny Cash.
Nel 1987 lo stabile che ospitò l'etichetta Sun Records ed il Memphis Recording Service fu riaperto col nome di Sun Studio; il fascino della sede originaria ed il suo valore storico ebbero il potere di attrarre artisti anche di grande rilievo, come gli U2 che vi effettuarono registrazioni per il loro album Rattle and Hum del 1989, avvalendosi delle nuove apparecchiature che lo studio aveva acquistato dal produttore Terry Manning.
La Sun Record Company - Memphis Recording Service è stata inserita nella lista del National Historic Landmark, la lista dei luoghi statunitensi tutelati per il loro rilievo storico, il 31 luglio 2003.
In occasione del 75° anniversario dell'inaugurazione del Sun Studio la band italiana Sacromud pubblica l'album The Sun Experience. È l'unica band italiana ad aver inciso nel leggendario studio di Memphis, avvalendosi delle apparecchiature e della strumentazione originale in dotazione al Museo della Sun Records.

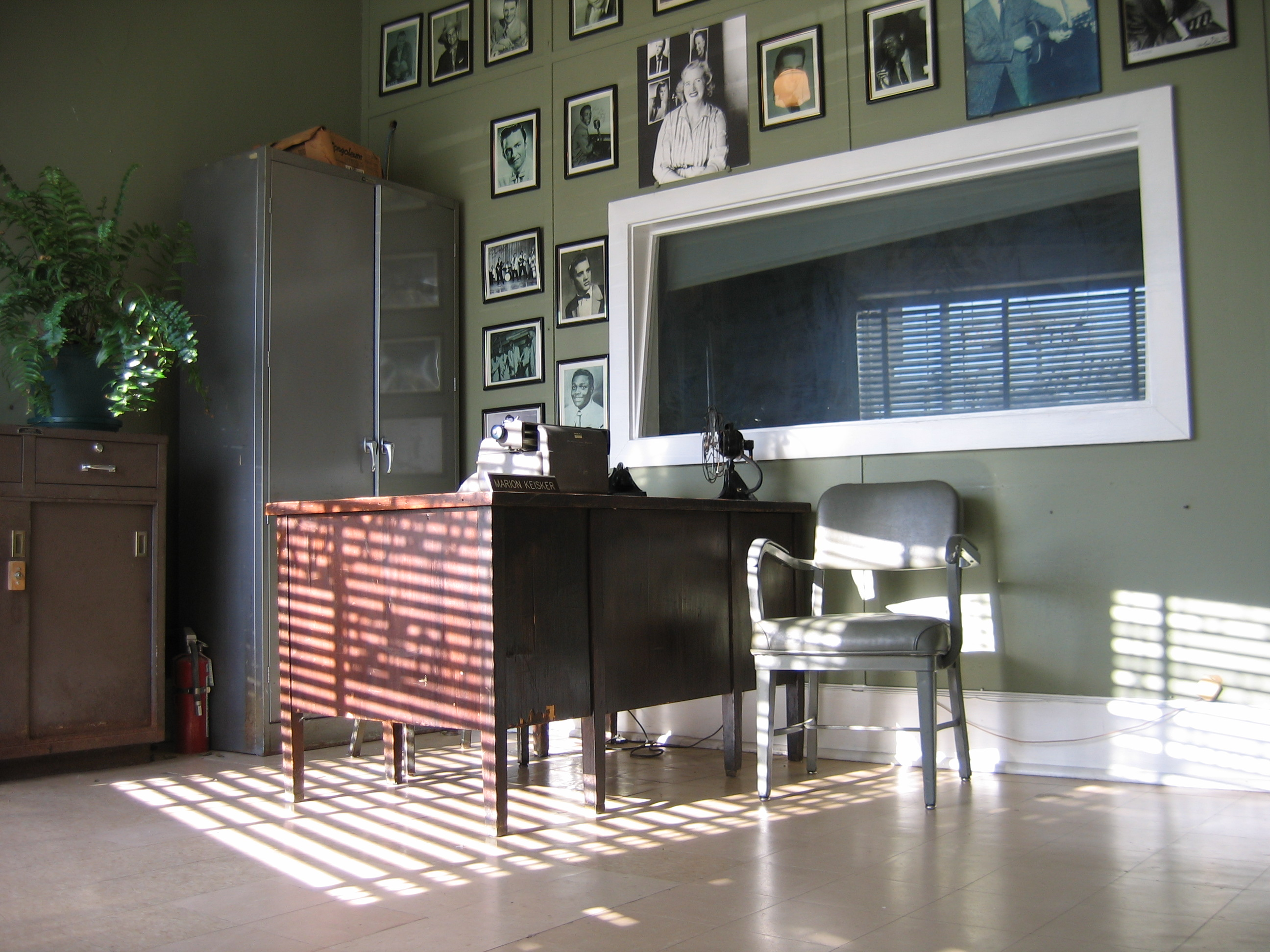
La reception del Sun Studio dove Marion Keisker lavorò e conobbe molti celebri artisti al loro primo ingresso nello studio, incluso un giovanissimo Elvis Presley.